# アムロ・タレク
アムロ・タレク（Amro Tarek、1992年5月17日 - ）は、アメリカ合衆国出身のエジプト代表プロサッカー選手。メジャーリーグサッカー・オースティンFC所属。ポジションはDF。

## クラブ経歴
2011年夏、SCフライブルクのリザーブチームに加入。
2012年5月、VfLヴォルフスブルクのリザーブチームに加入。
2014年1月、エル・グーナFCに加入。
2015年7月、レアル・ベティスと4年契約を結んだ。2016年2月、コロンバス・クルーにレンタル移籍。
2016年7月、エジプトのENPPI SCに加入。
2017年8月、ワジ・デグラSCに加入。
2018年2月、オーランド・シティSCにレンタルで加入。
2018年12月、2019年MLSスーパードラフト4巡目指名権とのトレードでニューヨーク・レッドブルズに移籍。

## 代表歴
その出自からアメリカ合衆国代表とエジプト代表いずれかでプレーする権利を有していた。リオオリンピック予選ではU-23アメリカ合衆国代表への召集が噂されたが、最終的にエジプト代表でのプレーを選んだ。2017年3月のトーゴ代表戦でエジプト代表デビュー。